# مارتن بارون
مارتن بارون (بالإنجليزية: Martin Baron)‏ هو رئيس تحرير صحيفة أمريكي، ولد في 24 أكتوبر 1954 في تامبا في الولايات المتحدة.